# 第8SS騎兵師団
第8SS騎兵師団「フロリアン・ガイエル」（だいはちSSきへいしだん、独: 8.SS-Kavallerie-Division "Florian Geyer"）は、武装親衛隊の師団のひとつ。
師団名は16世紀のドイツ農民戦争で黒軍（Schwarzer Haufen）を率いたフランケン貴族、フロリアン・ガイエルに由来する。
師団は1942年にSS騎兵旅団を基に編制された。人員のおよそ40%はルーマニア、セルビアのドイツ系住民であった。
東部戦線のブリャンスク等での戦闘、またバルカン半島での戦闘を経験。1944年の暮れにはハンガリーでの防衛戦に従事するが、12月にブダペストで赤軍に包囲され、1945年初頭に壊滅した。

## 略歴
- 1942年9月9日 - 東部戦線で主にパルチザン掃討を行っていたSS騎兵旅団の基幹要員を元に編成。
- 1943年4月 - 師団の訓練予備大隊がワルシャワ・ゲットー蜂起に巻き込まれ、鎮圧部隊に組み入れられた。
- 1944年4月 - 新しく創設される第22SS義勇騎兵師団の基幹要員として師団の第17騎兵連隊が抽出された。
- 1944年10月 - 第29軍団に配属され、ルーマニア国境に近いハンガリーのデブレツェンの戦いに参加。その後、第9SS山岳軍団に配属となり、ブダペスト防衛につく。
- 1944年12月 - ブダペストが赤軍に包囲され、激しい市街戦を展開する。
- 1945年2月 - 11日、最後の師団長であるヨアヒム・ルモールSS少将が戦死。14日、ブダペストは陥落し師団は壊滅した。第9SS山岳軍団長カール・プフェッファー＝ヴィルデンブルッフSS大将はヒトラーの死守命令に盲従し続けたため退却の好機を逸し、軍団の約30,000名の人員の内、13日以降に脱出を試みたのは約2,000名、その中から友軍の戦線にたどり着いたのは800名余り、師団の人員で脱出に成功したのは僅か170名余りであった。師団の残余は第22SS義勇騎兵師団残余の兵員と伴に第37SS義勇騎兵師団に組み入れられた。

## 師団長

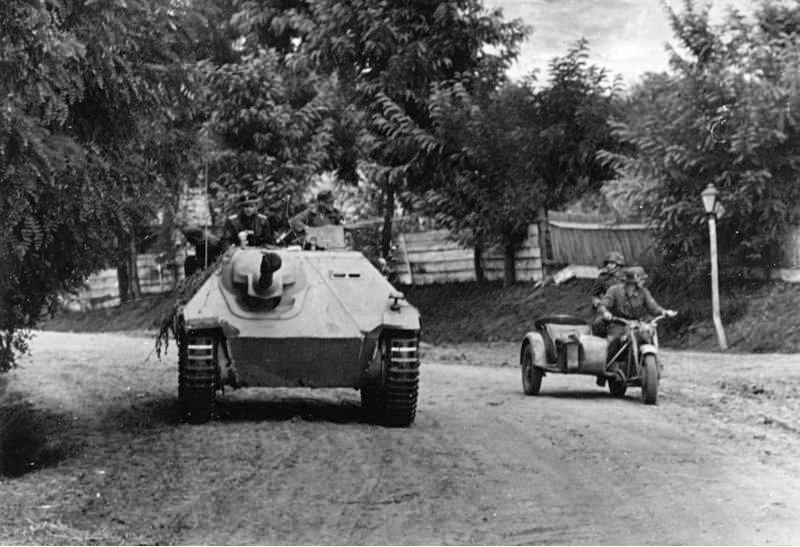
第8SS騎兵師団所属のヘッツァー駆逐戦車（1944年、ハンガリー）

- グスタフ・ロンバルト親衛隊少将（1942年3月 - 1942年4月)
- ヘルマン・フェーゲライン親衛隊中将（1942年4月 - 1942年8月)
- ヴィルヘルム・ビットリヒ親衛隊大将（1942年8月 - 1943年2月15日）
- フリッツ・フライターク（英語版）親衛隊少将（1943年2月15日 - 1943年4月20日）
- グスタフ・ロンバルト親衛隊少将（1943年4月20日 - 1943年5月14日）
- ヘルマン・フェーゲライン親衛隊中将（1943年5月14日 - 1943年9月13日)
- ブルーノ・シュトレッケンバッハ親衛隊中将（1943年9月13日 - 1943年10月22日）
- ヘルマン・フェーゲライン親衛隊中将（1943年10月22日 - 1944年1月1日）
- ブルーノ・シュトレッケンバッハ親衛隊中将（1944年1月1日 - 1944年4月14日）
- グスタフ・ロンバルト親衛隊少将（1944年4月14日 - 1944年7月1日）
- ヨアヒム・ルモール親衛隊少将（1944年7月1日 - 1945年2月11日）